# Sępskie Niwy
Sępskie Niwy – przysiółek wsi Zbójno w Polsce, położony w województwie świętokrzyskim, w powiecie koneckim, w gminie Fałków.
Przysiółek wchodzi w skład sołectwa Zbójno.
W latach 1975–1998 przysiółek należał administracyjnie do województwa piotrkowskiego.